# Бонда, Катажина
Катажина Бонда (пол. Katarzyna Bonda, род. 30 ноября 1977, Хайнувка, Подляское воеводство) — польская писательница-документалистка белорусского происхождения, журналистка и сценаристка. Занимается криминальной тематикой.

## Биография
Катажина окончила школу и Белорусский лицей в Хайнувке. Ещё учась в школе, она увлеклась журналистикой, публиковалась в местном периодическом издании. В 1998—2004 годах изучала журналистику в Варшавском университете, окончила сценарные курсы в Лодзинской высшей киношколе, работала журналисткой в изданиях «Супер Экспресс», «Newsweek Polska», «Wprost», «TVP S.A.», «Miesieńcznik» Zdrowie», «Naj», «Express Wieczorny» и «Kurier Podlaski». Преподаёт в школе литературного творчества в Варшаве, создаёт свою школу и портал о писательстве.

## Творчество
В 2007 году она опубликовала свой дебютный детективный рассказ «Дело Нины Франк», который был хорошо принят критиками и был номинирован на премию «Большой калибр», а также получил награду «Дебют года» от издательства «Media Express».
Катажина Бонда представила в польской криминальной литературе новый тип сыщика — полицейского психолога Хуберта Мейера, персонажа, который появляется в произведениях «Sprawa Niny Frank» (2007), «Tylko martwi nie kłamią» (2010) и «Florystce» (2012). Она также написала документальные работы «Polskie morderczynie» (2008) и «Zbrodnia niedoskonała» (2009, с Богданом Ляхом).
В 2015 году роман «Кобра» получил премию «Bestseller Empiku 2015» в категории «Польская литература». События детективной истории происходят в подляском городке Хайнувка и его окрестностях. В нём несколько сюжетных линий, одна из которых — трагическая история убийства нескольких десятков белорусских крестьян в 1946 году солдатами Армии Крайовой из отряда Ромуальда Райса «Бурага». Роман переведён на ряд европейских языков, на белорусский его перевёл Анатолий Брусевич.
Её книги разошлись в Польше тиражом 3 миллиона экземпляров.

## Личная жизнь
У Катажины есть дочь Нина.

## Перевод на белорусский язык
- Акулярнік: [раман] / Катажына Бонда; пер. з пол. А. А. Брусевіча. — Мінск: А. М. Янушкевіч, 2019. — 754 с. ISBN 978-985-7210-17-6